# Actividad inventiva

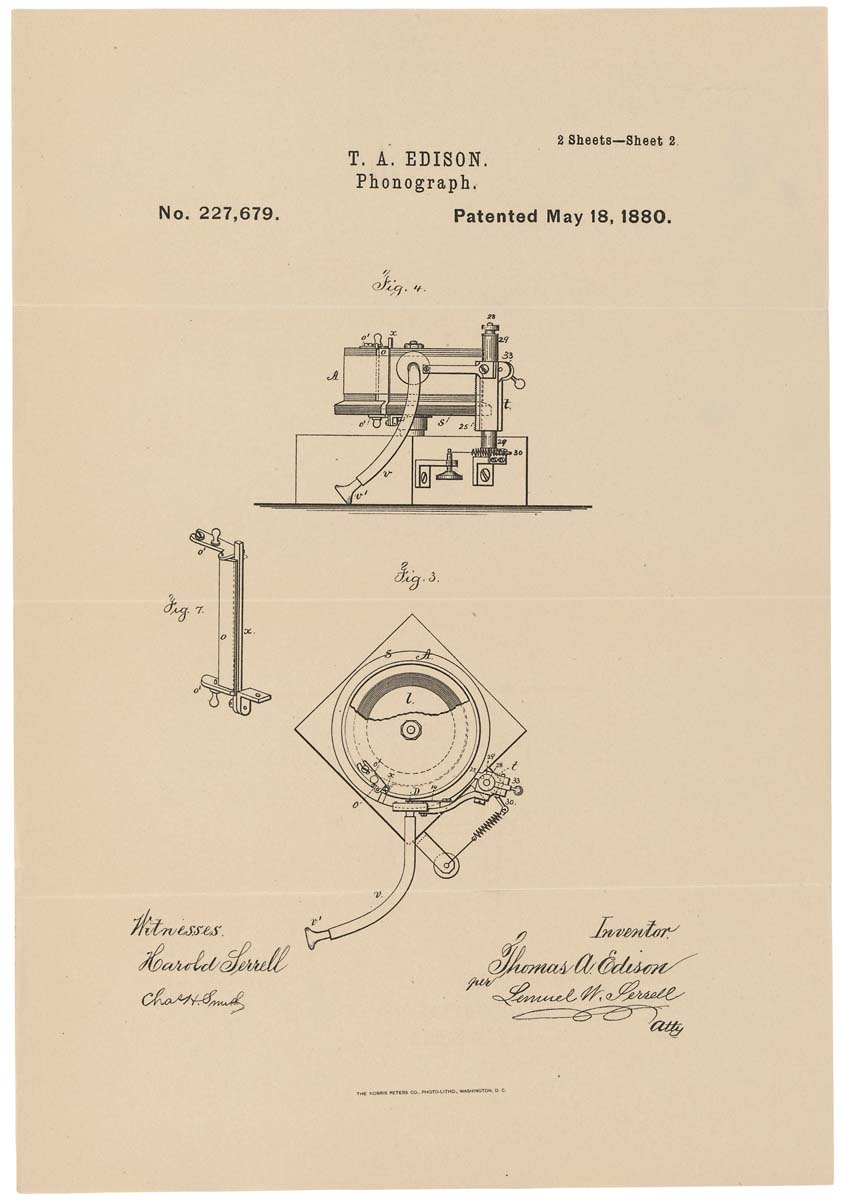
Invento del fonógrafo de Edison.

En la propiedad industrial, una invención posee actividad inventiva (inventive step) cuando no resulta evidente del estado del arte para el hombre del oficio. Generalmente se considera que el "hombre del oficio" es el fabricante del tipo de objetos o procedimientos al que pertenece la invención.
Es difícil de apreciar la presencia de actividad inventiva en una invención, puesto que depende del criterio del examinador cuando un elemento es obvio o evidente. Más aún cuando el examinador ya conoce la existencia de dicho elemento y la ventaja práctica que resulta de su aplicación.
Es un requisito objetivo para la concesión de una patente junto a la novedad y aplicabilidad industrial.

## Criterio de Discernimiento
En las oficinas de patente se utiliza normalmente el principio “podría o habría” para decidir si una solicitud tiene o no carácter inventivo. El método que se utiliza es el siguiente:
Primero se identifica la técnica más cercana, y el estado de la técnica más relevante. Luego se determina el  problema técnico objetivo; esto es, determinar (a la vista del estado de la técnica más cercano) el problema al cual el invento da una solución exitosa. Por último se examina si resulta obvio para alguien ducho en el tema, la solución propuesta.
Este último paso se lleva a cabo de acuerdo con la pregunta “podría o habría”. La pregunta que se lleva a cabo quién investiga el tema es la siguiente:
¿Existe en el estado anterior de la técnica, como conjunto, algo que no solo pudiese, sino que inconfundiblemente hubiese llevado al lego en la cuestión, al enfrentarse al problema objetivo y considerar todas las posibilidades técnicas (incluso las no divulgadas por el arte anterior más cercano), a modificar y/o adaptar otras soluciones (y con ello el llamado estado de la técnica), para incluirle cuestiones que caen dentro de las reivindicaciones de la solicitud?
Si, la respuesta es afirmativa, y el conocedor de la técnica habría (y no podría haber) sido llamado a modificar el estado anterior de la técnica, de manera de concluir algo que se intenta reivindicar, entonces la solicitud no involucra un acto inventivo. El punto no es si la persona podría haber llegado a la invención al adaptar o modificar el estado de la técnica anterior (pues de no haberlo podido hacer, no se solicitaría una patente), sino que un experto lo hubiese hecho porque el estado del arte lo hubiese empujado a hacerlo en busca de una evidente ventaja, solución o mejora.
- Datos: Q1350126